# Miernictwo

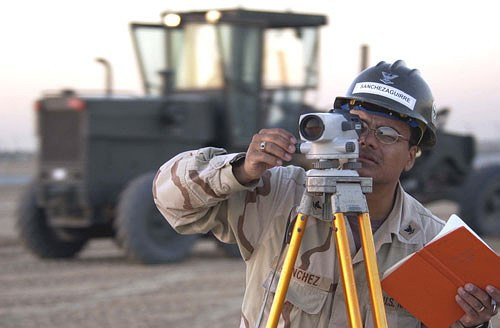
Geodeta podczas pracy wraz z niwelatorem.

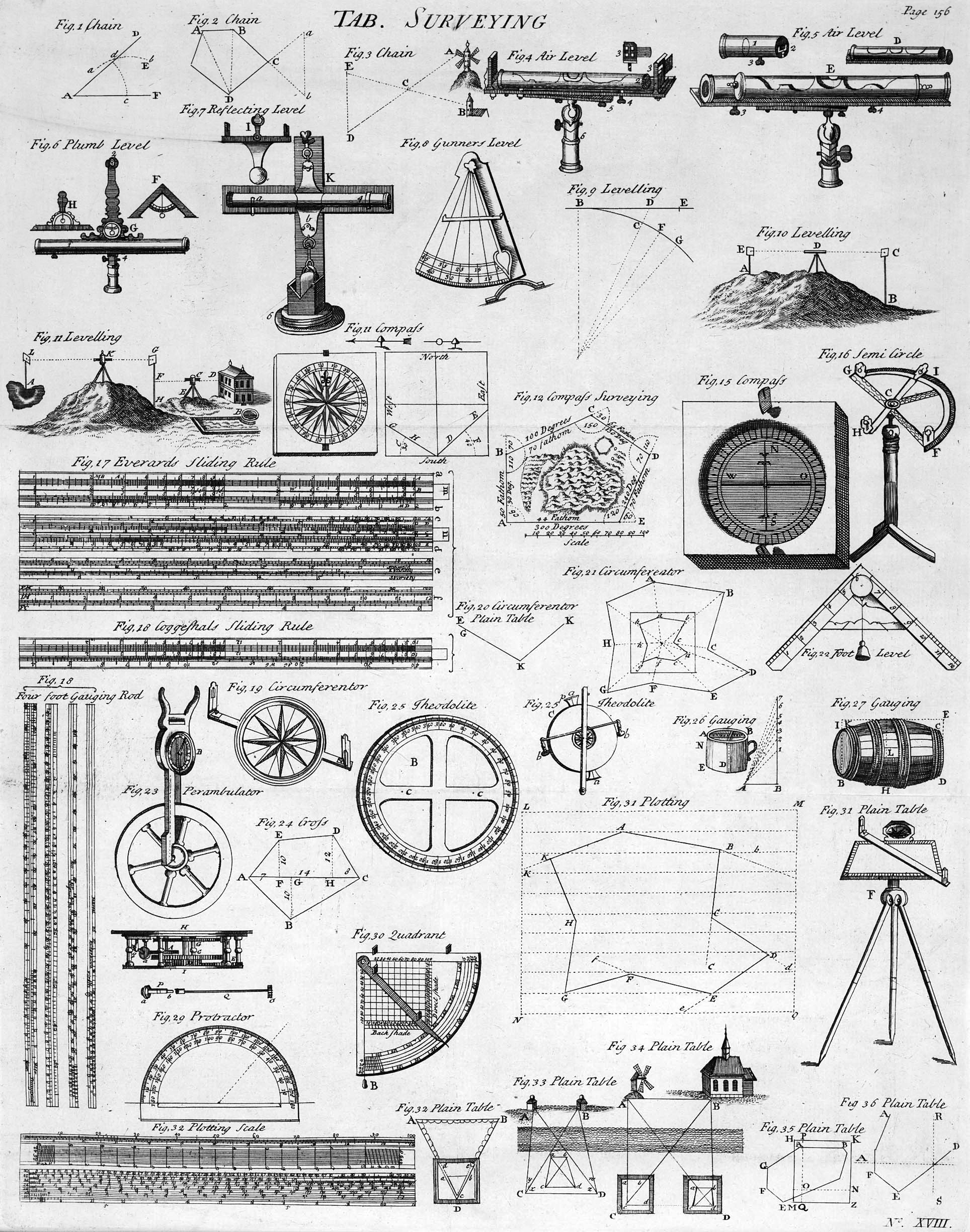
Przyrządy miernicze z 1728 Cyclopaedia

Miernictwo – historyczna, obecnie zanikająca nazwa, odnosząca się do geodezji niższej – nauki zajmującej się wszelkimi rodzaju pomiarami lądowymi. Zwykle w geodezji jest to dział dotyczący pomiarów, przy których nie jest wymagane uwzględnianie przestrzennego kształtu Ziemi.
Polska jest jednym z nielicznych krajów, w których słowa geodezja używa się do określenia dziedziny wiedzy i techniki związanej z pomiarami małych powierzchni (geodezja szczegółowa). W większości krajów Europy zachodniej termin geodezja zarezerwowany jest wyłącznie dla nauki zajmującej się pomiarami dużych obszarów i całej Ziemi. Zadania zarezerwowane dla geodezji szczegółowej określane są tam mianem miernictwa.
Termin miernictwo i związany z nim zawód mierniczego przysięgłego (obecnie geodeta), jako osoby zaufania publicznego należy do polskiej tradycji i został zmieniony w latach po II wojnie światowej z powodów politycznych.
Miernictwo górnicze lub geodezja górnicza: lokalizacja i nanoszenie na mapach położenia wyrobisk górniczych.
Miernictwo – praktyczna część metrologii. Obejmuje techniczne aspekty wykonywania pomiarów, wykorzystania i konstrukcji przyrządów pomiarowych. Nie obejmuje problemu analizy wyników a tylko ich uzyskanie. Miernictwo w połączeniu z metodami matematycznymi rachunku błędów tworzy naukę – metrologię.
Miernictwo elektryczne – jedna z najważniejszych części elektrotechniki, gdyż bardzo wiele pomiarów jest wykonywanych przy wykorzystaniu przetworników elektrycznych.